# Calvin Mooers
Calvin Northrup Mooers (* 24. Oktober 1919 in Minneapolis, Minnesota; † 1. Dezember 1994 in Cambridge (Massachusetts)) war ein amerikanischer Pionier der Informatik. Er ist der Begründer des Information Retrievals und entwickelte mit TRAC eine der ersten Programmiersprachen.
Mooers studierte bis 1941 an der University of Minnesota Mathematik. Ab 1941 bis 1946 arbeitete er am Massachusetts Institute of Technology (MIT). Ende der 1940er prägte er die Begriffe Deskriptor und Information Retrieval.
Er gründete das Rockford Research Institute, wo er 1961 die neue Programmiersprache TRAC erfand.
Für seine Arbeiten wurde er 1978 mit dem Award of Merit der American Society for Information Science (ASIS) ausgezeichnet.

## Mooers Gesetz
Schon 1959 formulierte er das nach ihm benannte Mooers-Gesetz (engl. Mooers' Law, nicht zu verwechseln mit dem Mooreschen Gesetz):

“An information retrieval system will tend not to be used whenever it is more painful and troublesome for a customer to have information than for him not to have it.”

„Ein Information-Retrieval-System neigt dazu, nicht benutzt zu werden, wenn es für seinen Benutzer unbequemer und mühsamer ist, über Informationen zu verfügen, als sie nicht zu besitzen.“

Die Aussage wird deutlicher in einem im selben Jahr veröffentlichten Paper Mooers:

“It is now my suggestion that many people may not want information, and that they will avoid using a system precisely because it gives them information.”

„Ich vermute inzwischen, dass viele Menschen keine Informationen haben möchten und lieber darauf verzichten ein System zu benutzen, gerade weil es sie informiert.“